# Leonor Ordóñez
Leonor Ordóñez Surichaqui (Huancaní, 1837-Huaripampa, 22 de abril de 1882) fue una rabona, guerrillera y heroína peruana que participó en la Guerra del Pacífico, conflicto bélico que enfrentó a Bolivia y Perú contra Chile entre 1879 y 1884.

## Biografía
Gran parte de su vida se conoce a través de la tradición oral.
Participó en la batalla de San Juan, por la defensa de Lima, como rabona de su esposo, quien falleció repasado en el campo de batalla. Se retiró al valle del Mantaro donde operaba la resistencia del general Andrés Avelino Cáceres. Organizó un grupo de 41 campesinos, entre ellos cinco mujeres, para unirse a la guerrilla del cura Buenaventura Mendoza. Durante el combate de Huaripampa el 22 de abril de 1882.

## Homenajes

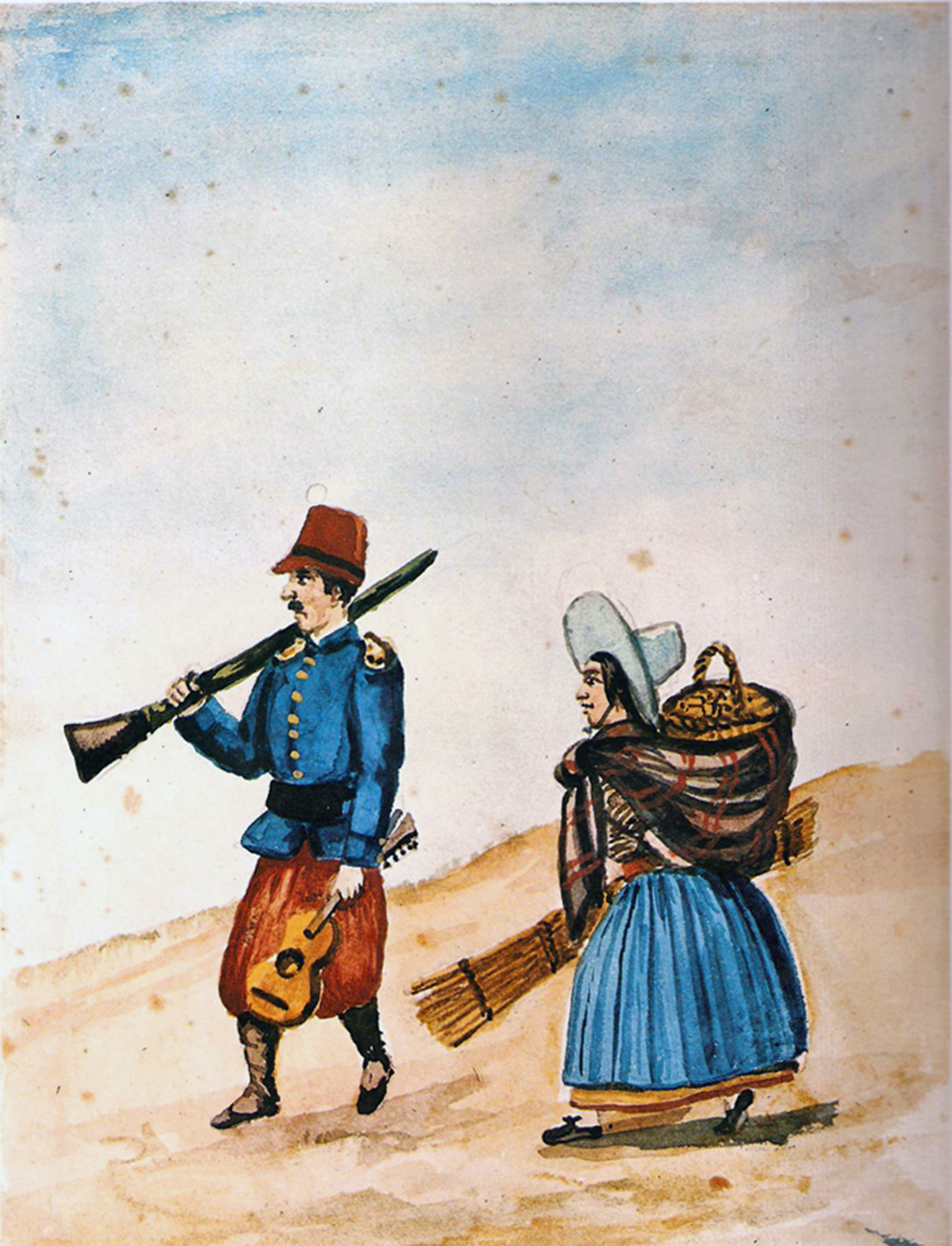
Soldado con su rabona, acuarela de Pancho Fierro de mediados del.

En su memoria se bautizó su distrito natal como distrito de Leonor Ordóñez donde se ha erigido un monumento en la plaza principal. Sus restos reposan desde 1988 en la Cripta de los Héroes del cementerio Presbítero Maestro de Lima, junto con Antonia Moreno Leyva (esposa de Andrés Avelino Cáceres) son las únicas mujeres en dicha cripta.

## En la ficción
En 2018 se estrenó el cortometraje peruano Rabonas, las mujeres de la guerra, del director Hamilton Segura, centrado en su vida.